# فرودگاه فالس پس
فرودگاه فالس پس (به انگلیسی: False Pass Airport) یک فرودگاه همگانی بهره‌برداری هوایی با کد یاتا KFP است که یک باند فرود شن دارد و طول باند آن 640 متر است. این فرودگاه در کشور ایالات متحده آمریکا قرار دارد و در ارتفاع 6 متری از سطح دریا واقع شده است.